# هارمونی (فلوریدا)
هارمونی (به انگلیسی: Harmony) یک منطقهٔ مسکونی در ایالات متحده آمریکا است که در شهرستان اوسکئولا، فلوریدا واقع شده‌است. هارمونی ۲۴٫۰۸ متر بالاتر از سطح دریا واقع شده‌است.